# Ladislaus Buzás
Ladislaus Buzás (* 30. Januar 1915 in Pélmonostor, heute Beli Manastir; † 2. Oktober 1997) war ein deutscher Bibliothekar.

## Leben
Ladislaus Buzás wurde in dem bis 1920 zu Ungarn gehörenden Ort Pélmonostor geboren, der dann zunächst zu Jugoslawien gehörte und heute in Kroatien liegt. Nach dem Studium der deutschen, französischen und ungarischen Sprache und Literatur (Staatsexamen 1939, Promotion an der Universität Pecs 1940) arbeitete Buzás von 1941 bis 1944 im ungarischen Schuldienst. Von 1947 bis 1950 war er als wissenschaftlicher Angestellter in der Universitätsbibliothek München tätig, von 1950 bis 1952 wurde er dann als Bibliotheksreferendar an der Bayerischen Staatsbibliothek für den höheren Bibliotheksdienst ausgebildet (Fachprüfung 1952). Von 1953 bis 1978 arbeitete er dann an der Universitätsbibliothek München, die er seit 1968 als ihr Direktor leitete.
Besonders hervorzuheben sind seine Arbeiten zur Buch- und Bibliotheksgeschichte. Seine in drei Bänden erschienene „Deutsche Bibliotheksgeschichte“ kam 1986 in den USA in einer einbändigen englischen Übersetzung heraus.

## Schriften (Auswahl)
- Der systematische Katalog der Universitätsbibliothek München. Vier Teile. Universitätsbibliothek München 1957–1958.
- Berufssorgen des wissenschaftlichen Bibliothekars. In: Libri, Bd. 10 (1960), S. 81–104.
- Die Herkunft der Studenten der Universität Ingolstadt. Von der Gründung der Universität bis zur Gründung des Jesuitenkollegs (1472–1556). Historischer Verein, Ingolstadt 1963.
- (zus. mit Fritz Junginger): Bavaria Latina. Lexikon der lateinischen geographischen Namen in Bayern. Reichert, Wiesbaden 1971, ISBN 3-920153-04-9.
- Geschichte der Universitätsbibliothek München. Reichert, Wiesbaden 1972, ISBN 3-920153-15-4.
- Deutsche Bibliotheksgeschichte des Mittelalters (= Elemente des Buch- und Bibliothekswesens, Bd. 1). Reichert, Wiesbaden 1975, ISBN 3-920153-48-0.

- (zus. mit Lieselotte Resch): Verzeichnis der Doktoren und Dissertationen der Universität Ingolstadt-Landshut-München 1472–1970. Neun Teile. Universitätsbibliothek München 1975–1979.
- Deutsche Bibliotheksgeschichte der Neuzeit (1500–1800) (= Elemente des Buch- und Bibliothekswesens, Bd. 2). Reichert, Wiesbaden 1976, ISBN 978-3-920153-58-2.
- Deutsche Bibliotheksgeschichte der neuesten Zeit (1800–1945) (= Elemente des Buch- und Bibliothekswesens, Bd. 3). Reichert, Wiesbaden 1978, ISBN 978-3-920153-75-9.
- (zus. mit Fridolin Dreßler u. Hermann Wiese): Zur Geschichte der Pollinger Bibliothek (= Pollinger Drucke, Bd. 4). Verlag „Das Werkstattbuch“, Murnau 1978.
- Bibliographie zur Geschichte der Universität Ingolstadt-Landshut-München 1472–1982. Lindauer, München 1984, ISBN 978-3-87488-506-5.
- (zus. mit Fridolin Dreßler): Bibliographie zur Geschichte der Bibliotheken in Bayern 1915–1997. Generaldirektion der Bayerischen Staatlichen Bibliotheken, München 1986, ISBN 3-88008-001-1.